# To Hell with It
To Hell with It (estilizado em letras minúsculas) é a mixtape de estreia da artista inglesa PinkPantheress, lançada em 15 de outubro de 2021 pela Parlophone e Elektra Records. A mixtape, que possui pouco mais de 18 minutos de duração, foi produzida pela própria PinkPantheress, junto de Oscar Scheller, Izco, Natalia Fletcher, Jkarri, Mura Masa, Zach Nahome, Kairos Laferme, Adam F e Dill Aitchison. PinkPantheress começou a postar trechos de suas canções no TikTok no início de 2021, dentre elas "Pain" e "Break It Off", ambas as quais tornaram-se virais na plataforma. Ela subsequentemente assinou com a Parlophone e Elektra Records, por meio das quais ela lançou três dos singles da mixtape–"Passion", "Just for Me" e "I Must Apologise".
Fortemente inspirada pelos anos 2000, com letras que abordam temas como relacionamentos fracassados, adolescência, abandono e desejo, To Hell with It é um álbum dance-pop, liquid drum and bass e UK garage que faz bastante uso de samples, além de utilizar elementos de múltiplos gêneros diferentes, como alt-pop, bedroom pop, hyperpop, pop-punk, jungle, 2-step, R&B e dembow. 
Após seu lançamento, To Hell with It foi aclamada pelos críticos musicais, os quais elogiaram a utilização dos samples, sua qualidade nostálgica e os vocais de PinkPantheress. Apareceu em vários listas de fim de ano, incluindo aquelas publicadas pela Billboard, Time e Rolling Stone. A mixtape estreou na 20ª posição da UK Albums Chart e na 36ª colocação da Irish Albums Chart. Todos os singles da mixtape entraram na UK Singles Chart, com dois deles ("Pain" e "Just for Me") alcançando o top quarenta do gráfico. Um álbum de remixes de To Hell with It foi lançado em 28 de janeiro de 2022.

## Antecedentes e lançamento
No início de 2021, PinkPantheress começou a gravar uma canção por dia, tirando uma hora por dia depois de chegar em casa da universidade para escrever e gravar trechos de vinte segundos, os quais ela postava no formato de loops na plataforma TikTok, para alcançar um público maior. Em janeiro de 2021, um desses loops, um trecho de doze segundos da sua canção "Pain", foi postado no TikTok com a legenda "Dia 11 postando uma canção todo dia porque não tenho mais nada para fazer", e rapidamente ganhou atenção na plataforma. Logo depois, ela publicou prévias de suas canções "Last Valentines" e "Break It Off", tendo esta última se tornado viral no TikTok, fazendo com que PinkPantheress posteriormente assinasse com a Parlophone Records and Elektra Records.
PinkPantheress lançou o single "Passion" em julho de 2021, seguido de "Just for Me" em agosto de 2021. "Just for Me" também viralizou no TikTok e foi utilizada em mais de dois milhões de vídeos na plataforma. PinkPantheress anunciou o lançamento da mixtape e revelou seu título em 1º de outubro de 2021, lançando "I Must Apologise" como quinto single do projeto cinco dias depois.
Depois de realizar uma ligação no FaceTime com seus amigos para perguntar como ela intitularia a mixtape, PinkPantheress escolheu To Hell with It após a sugestão de um dos amigos, o que ela também afirmou ser uma representação dela dizendo, "dane-se", e lançando as versões completas de músicas que anteriormente só haviam sido lançadas como trechos. Ela escolheu não lançar To Hell with It como um álbum de estúdio pois ela sentiu que não estava "desenvolvido o suficiente". Sua arte de capa, fotografada por Brent McKeever, retrata PinkPantheress em frente a uma mansão à noite com um raio caindo atrás dela.
Em adição às plataformas digitais, To Hell with It foi lançada nos formatos físicos em CD e uma edição limitada em vinil foi disponibilizada na Record Store Day de 2022.

## Composição e produção
To Hell with It é um projeto dance-pop, liquid drum and bass e UK garage, fortemente inspirado na música do início dos anos 2000 e que contém muitos samples, bem como elementos de bedroom pop, hyperpop, drum and bass, jungle, 2-step e pop-punk. A mixtape tem duração de 18 minutos e 36 segundos, com nenhuma das músicas ultrapassando três minutos de duração. PinkPantheress utilizou a técnica de escrita topline para compor as músicas, que ela descreveu como "novas nostálgicas". A primeira metade da mixtape é composta por músicas gravadas por PinkPantheress em casa, que foram mixadas e masterizadas para a mixtape, enquanto a segunda metade consiste em músicas gravadas em estúdios.
Produzida por PinkPantheress, "Pain" é uma canção UK garage com duração de um minuto e 38 segundos que contém um sample da canção "Flowers", interpretada pelo duo britânico Sweet Female Attitude. Nela, PinkPantheress aborda seu desejo por um ex com um loop de teclado "tonto" de duas notas e uma batida de hip hop lo-fi, e canta "la la las" ao longo da música, inspirados por seu bloqueio criativo. A música termina com uma versão mais lenta e afinada do refrão. Em "I Must Apologise", co-produzida por Oscar Scheller e com menos de dois minutos de duração, PinkPantheress canta sobre como não consegue evitar mentir para seus amantes. A canção é animada e tem uma produção inspirada no bedroom pop, com breakbeats e sintetizadores "agitados" e "deslizantes", além de samples o sucesso "Gypsy Woman" (1991) de Crystal Waters. "Last Valentines" é uma música "com toques de dance music", "inclinada ao emo", "com muita bateria" de garage, pop-punk e liquid drum and bass com produção "sinistra" e uma batida de tempo duplo que utiliza samples da música "Forgotten" da banda Linkin Park, presente no álbum Hybrid Theory (2000), e discute um relacionamento fracassado. "Passion" é uma música "confessional" de jungle e pop alternativo, inspirada em R&B e escrita sobre a solidão de PinkPantheress após ser abandonada por seus amigos e familiares e procurar um lugar para passar a noite. Foi produzida por Izco e Jkarri e tem dois minutos e 18 segundos de duração.
"Just for Me" é uma canção "nostálgica", "funky", "inspirada nos anos 2000" de bedroom pop, 2-step garage, e pop alternativo produzida pelo produtor musical britânico Mura Masa, que também programou e tocou bateria e teclado na canção, que dura pouco menos de dois minutos. Nela, PinkPantheress canta sobre sobre ter uma obsessão doentia por uma paixão e ir a extremos como encontrar a casa deles e dormir com o cabelo deles debaixo do travesseiro. Ela descreveu a canção como a sucessora espiritual de "Pain". "Noticed I Cried", produzida por Oscar Scheller, é uma música de drum and bass que dura pouco mais de um minuto. Foi a primeira canção dela que não foi produzida por ela, e tem uma produção "borbulhante", uma batida "gaguejante" e "de alta octanagem", letras "melancólicas", além de samples de uma linha de sintetizador minimalista de "And Yet..." (2005) de Signaldrift. "Reason", co-produzida por Zach Nahome, contém graves profundos e letras sobre o "estado mental inquieto e espiralado" de PinkPantheress e seu medo do futuro. "All My Friends Know" é uma música "hipnótica" de R&B e dembow produzida por Dill Aitchison e Kairos Laferme, dois amigos de PinkPantheress de seus "tempos de escola". A canção tem uma batida inspirada por Drake, com samples de pianos e cantos de pássaros de "Wind Glider" (1987) de Sven Torstenson, e é sobre a ansiedade de PinkPantheress com o fim de seu relacionamento e sua incapacidade de contar a alguém que ele terminou. A "lenta e sensual" "Nineteen" é uma faixa "reflexiva" cuja letra aborda a adolescência de PinkPantheress e a solidão, a dor e a ansiedade que a acompanham. Ela também fala sobre os amigos não a reconhecerem, a reprovação nos A-Levels e o fechamento de sua loja favorita. A canção contém samples de "Outro Lugar" (2007) de Toco e contém uma linha de baixo grave e sons de ondas quebrando.

## Desempenho comercial
To Hell with It estreou na vigésima posição da tabela de álbuns britânica e na 36ª posição da tabela irlandesa. A mixtape também estreou na 73ª posição da Billboard 200 e alcançou a 27ª posição na Nova Zelândia.

## Recepção crítica
To Hell with It recebeu ampla aclamação da crítica musical após seu lançamento. No Metacritic, que atribui uma nota normalizada de 0 a 100 a avaliações de publicações profissionais, o projeto tem uma pontuação média de 86, com base em 10 avaliações, indicando "aclamação universal". Chris DeVille, da Stereogum, chamou To Hell with It de "uma declaração introdutória alegre de 18 minutos" que "estabelece o talento de PinkPantheress para melodias principais sussurradas, frágeis, ternas, mas frias". Ben Jolley, da NME, chamou as músicas de To Hell with It de "de tirar o fôlego e aventureiras", e observou que a mixtape "atinge o ponto ideal pelo qual os fãs de seus sucessos virais se apaixonaram: escolhas de samples nada óbvias e produção de breakbeats com referências rave aos anos 90, juntamente com seus vocais infantis, composições nostálgicas e letras concisas e diárias". Para o The New York Times, Jon Caramanica chamou To Hell with It de "impressionante", descrevendo suas músicas como "imediatas e flexíveis" e as amostras como "sugestivas, mas não delineativas", escrevendo também que "até mesmo seu canto encapsula a tensão da memória". Jeff Ihaza, da Rolling Stone, chamou To Hell with It de "impressionantemente presente", escrevendo que "parece o tipo de abertura genuína e sincera que a internet um dia prometeu", acrescentando que PinkPantheress é "especialmente talentosa [como compositora] em abordar temas de desespero com graça inabalável".
Chris Taylor, da DIY, descreveu To Hell with It como "uma mistura inebriante de gêneros e referências dos anos 2000 que só parecem funcionar juntos porque são entregues com a quantidade certa de seriedade". David Weaver, da Clash, descreveu a voz de PinkPantheress como "um ingrediente-chave" na mixtape e chamou as melodias de "cativantes, simples e eficazes", a produção de "fantástica", "limpa" e "organizada", e o uso de samples "docemente nostálgico e conscientemente urbano". Caitlin White, da Uproxx, afirmou que a mixtape "puxa tantos sons diferentes e os molda em um todo coeso, que é temperado com nostalgia e emoção de anseio pelo futuro". Para a HipHopDX, Matthew Ritchie chamou a mixtape de "perigosamente viciante e comovente" e cheia de "alma e vida", escrevendo que "To Hell with It incorpora o ethos dos [anos 2000], evitando as armadilhas de artistas anteriores que se agarram à nostalgia como um truque" e que "a voz de PinkPantheress é a chave para o que a diferencia". Escrevendo para Gigwise, Joe Smith escreveu que a mixtape é "uma síntese da juventude coletiva de um país" que "muda tudo" e "nunca falta substância". Hayley Milross da The Line of Best Fit escreveu: "Pingando nostalgia dos anos 2000 em uma época em que o termo 'Y2K' é jogado como confete, To Hell with It parece genuíno". James Keith da Complex UK chamou-a de "tão voltado para o futuro quanto timidamente acenando para o que veio antes".
Para a Billboard, Jason Lipshutz escreveu que To Hell with It "não trabalha seus pontos ou se estende além do esperado" e "é o som de uma estrela em ascensão entendendo e dominando o formato que melhor se adapta a ela". Martyn Young, da Dork, descreveu a "vibe" da mixtape como "old school se misturando com a new school em doce harmonia" e composta de "vermes íntimos perfeitamente formados". Jade Gomez, da Paste, descreveu a mixtape como "desenvolvida" e escreveu que ela "captura muito bem uma nostalgia distinta do Y2K". Para a Pitchfork, Arielle Gordon escreveu que, em To Hell with It, PinkPantheress "adiciona um toque inegavelmente contemporâneo ao seu acervo de samples", descrevendo sua voz como "estranhamente suave" e "um miasma etéreo e pixelado que rompe com a entrega sincera de seus predecessores britânicos". Mano Sundaresan, da NPR, escreveu que a mixtape "serve mais como um lançamento suave do que uma grande declaração" e que as músicas nela "parecem sonhos nebulosos de uma era passada".

### Reconhecimento
To Hell with It foi nomeado o segundo melhor álbum de 2021 por Jem Aswad da Variety, o terceiro melhor álbum de 2021 pela Time e o quinto melhor álbum do ano por Jon Caramanica do The New York Times, Rob Sheffield da Rolling Stone, The Line of Best Fit e Gigwise. A mixtape foi selecionada como o nono melhor projeto musical do ano pela Slant e o décimo melhor álbum do ano pela The Ringer e Okayplayer, e também apareceu em listas de fim de ano publicadas pela Billboard, NPR, Complex, AllMusic, The Independent, The Fader, Teen Vogue e The Guardian.

## Lista de faixas
| To Hell with It — Edição padrão |                       | |                               |         |  |
| N.º                             | Título                | Compositor(es)                                                                                             | Produtor(es)                  | Duração |  |
| 1.                              | "Pain"                | Martin Green Mike Powell Victoria Walker                                                                   | PinkPantheress                | 1:38    |  |
| 2.                              | "I Must Apologise"    | Crystal Waters Neal Conway Oscar Scheller Walker                                                           | Scheller PinkPantheress       | 1:48    |  |
| 3.                              | "Last Valentines"     | Brad Delson Chester Bennington David Farrell Joseph Hahn Mark Wakefield Mike Shinoda Walker Robert Bourdon | PinkPantheress                | 1:13    |  |
| 4.                              | "Passion"             | Izzy Cofie Joshua Gaskin-Brown Walker                                                                      | Izco Jkarri                   | 2:18    |  |
| 5.                              | "Just for Me"         | Alexander Crossan Walker                                                                                   | Mura Masa                     | 1:56    |  |
| 6.                              | "Notice I Cried"      | Franz Buchholtz Scheller Walker                                                                            | Scheller PinkPantheress       | 1:22    |  |
| 7.                              | "Reason"              | Walker Zach Nahome                                                                                         | PinkPantheress Zach Nahome    | 2:11    |  |
| 8.                              | "All My Friends Know" | Walker Sven Tortenson                                                                                      | Dill Aitchison Kairos Laferme | 1:58    |  |
| 9.                              | "Nineteen"            | Dill Aitchison Walker Tomaz di Cunto                                                                       | Aitchison                     | 2:33    |  |
| 10.                             | "Break It Off"        | Adam Fenton Walker                                                                                         | Adam F PinkPantheress         | 1:36    |  |
| Duração total:                  | Duração total:        | Duração total:                                                                                             | Duração total:                | 18:36   |  |

#### Créditos desamples
- "Pain" contém sample de "Flowers", escrita por Mike Poweel e Martin Green.
- "I Must Apologise" contém sample de "Gypsy Woman", escrita por Neal Conway e Crystal Waters.
- "Last Valentines" contém sample de "Forgotten", escrita por Brad Delson, Chester Bennington, David Farrell, Joseph Hahn, Mark Wakefield, Mike Shinoda e Robert Bourdon.
- "Noticed I Cried" contém sample de "And Yet...", escrita por Franz Buchholtz.
- "All My Friends Know" contém sample de "Wind Glider", escrita por Sven Tortenson.
- "Nineteen" contém sample de "Outro Lugar", escrita por Tomaz Di Cunto.
- "Break It Off" contém sample de "Circles", escrita por Adam F.

## Álbum deremixes
Um álbum de remixes de To Hell with It, intitulado To Hell with It (Remixes), foi lançado em 28 de janeiro de 2022 através da Elektra e Parlophone Records. O álbum foi parcialmente desenvolvido pelo produtor britânico Anz, que compartilhou uma prévia do álbum uma semana antes de seu lançamento. Inclui remixes de todas as faixas da mixtape, incluindo um remix de "Pain" por Powfu, um remix de "I Must Apologize" por Tommy Gold, um remix de "Last Valentines" por WondaGurl, um remix de "Reason" por Jarreau Vandal, um remix de "Just for Me" por El Guincho, um remix de "All My Friends Know" por Anz, um remix de "Passion" por Sam Gellaitry e um remix com drum and bass de "Noticed I Cried" por Flume.
Remixes por LSDXOXO, FKJ, Surf Gang, Sango, O.J.C. e Nia Archives também aparecem no álbum. To Hell with It (Remixes) foi lançado nos formatos físicos de fita cassete e USB. Will Dukes, da Rolling Stone, deu ao álbum de remisturas três estrelas e meia, chamando-o de "uma releitura otimista de todos os favoritos da aclamada mixtape de 2021 [de PinkPantheress]".

### Lista de faixas
| To Hell with It (Remixes) — Edição padrão |                                       |                                                                 |                      |         |  |
| N.º                                       | Título                                | Compositor(es)                                                  | Remisturador(es)     | Duração |  |
| 1.                                        | "Pain" (Powfu Remix)                  | Green Powell Walker Isaiah Faber                                | Powfu                | 2:01    |  |
| 2.                                        | "Pain" (LSDXOXO Remix)                | Green Powell Walker                                             | LSDXOXO              | 2:27    |  |
| 3.                                        | "I Must Apologize" (Sango Remix)      | Waters Conway Scheller Walker                                   | Sango                | 1:55    |  |
| 4.                                        | "I Must Apologize" (Tommy Gold Remix) | Waters Conway Scheller Walker                                   | Tommy Gold           | 2:10    |  |
| 5.                                        | "Last Valentines" (WondaGurl Remix)   | Delson Bennington Farrell Hahn Wakefield Shinoda Walker Bourdon | WondaGurl            | 3:02    |  |
| 6.                                        | "Last Valentines" (2AAB Remix)        | Delson Bennington Farrell Hahn Wakefield Shinoda Walker Bourdon | 2AAB                 | 1:39    |  |
| 7.                                        | "Passion" (Sam Gellaitry Remix)       | Cofie Gaskin-Brown Walker                                       | Sam Gellaitry        | 3:00    |  |
| 8.                                        | "Just for Me" (El Guincho Remix)      | Crossan Walker                                                  | El Guincho           | 1:53    |  |
| 9.                                        | "Noticed I Cried" (Flume Remix)       | Buchholtz Scheller Walker                                       | Flume                | 2:55    |  |
| 10.                                       | "Noticed I Cried" (O.J.C Remix)       | Buchholtz Scheller Walker                                       | O.J.C                | 1:54    |  |
| 11.                                       | "Reason" (Jarreau Vandal Remix)       | Walker Nahome                                                   | Jarreau Vandal       | 2:48    |  |
| 12.                                       | "Reason" (Evilgiane Eemix)            | Walker Nahome                                                   | Surf Gang Evil Giane | 3:06    |  |
| 13.                                       | "All My Friends Know" (FKJ Remix)     | Walker Tortenson                                                | FKJ                  | 4:02    |  |
| 14.                                       | "All My Friends Know" (Anz Remix)     | Walker Tortenson                                                | Anz                  | 5:11    |  |
| 15.                                       | "Nineteen" (Nia Archives Remix)       | Dill Aitchison Walker Tomaz di Cunto                            | Nia Archives         | 2:37    |  |
| Duração total:                            | Duração total:                        | Duração total:                                                  | Duração total:       | 40:48   |  |

## Tabelas musicais

### Tabelas semanais
| Tabelas musicais (2021-2022)   | Melhor posição |
| ------------------------------ | -------------- |
| Austrália (ARIA)               | 78             |
| Bélgica (Ultratop Flanders)    | 188            |
| Escócia (OCC)                  | 100            |
| Estados Unidos (Billboard 200) | 73             |
| Irlanda (OCC)                  | 36             |
| Lituânia (AGATA)               | 20             |
| Nova Zelândia (RMNZ)           | 27             |
| Portugal (AFP)                 | 6              |
| Reino Unido (OCC)              | 20             |

## Certificações
| Região            | Certificação | Unidades/vendas |
| ----------------- | ------------ | --------------- |
| Reino Unido (BPI) | Ouro         | 100.000         |